# صفوان بن أسيد التميمي
صفوان بن أسيد بن صيفي الأسيدي التميمي صحابي جليل، من بني أسيد بن عمرو من بنو تميم، وفد إلى النبي ﷺ وأسلم، ينتمي إلى أُسرةٍ عريقةٍ في الشرف والحكمة، فعمه هو حكيم العرب أكثم بن صيفي التميمي، ولابنه صفوان بن صفوان التميمي صحبة أيضاً، وقد ولاء رسول الله ﷺ ابنه صدقات بطون من بني عمرو من بني تميم فوفاء بها بعد وفاته وأدها إلى الخليفة الراشدي أبو بكر الصديق.

## نسبه
صفوان بن أسيد بن صيفي بن رباح بن الحارث بن معاوية بن شريف بن جروة بن أسيد بن عمرو بن تميم بن مر الأسيدي العمروي التميمي.

## وفادته إلى النبيﷺوإسلامه
- ذكر أبو حاتم السجستاني : أن أكثم بن صيفي التميمي لما سمع بظهور النبي ﷺ خرج يريده في المدينة، ونادى في قومه، فتبعه منهم مائة رجل، منهم صفوان بن أسيد، والاقرع بن حابس التميمي، وأبو تميمة الهجيمي التميمي، ورباح بن الربيع التميمي، وسلمى بن القين التميمي، والهنيد التميمي، وعبد الرحمن بن الربيع التميمي، وغيرهم، فساروا قاصدين المدينة، فقدموا على النبي ﷺ وأسلموا.[5]